# Nullstellung (Technik)
Nullstellung bezeichnet technische Elemente, die sich in einer definierten Ausgangsposition befinden.

## Grundlagen
Viele technische Elemente arbeiten nicht mit absoluten Werten, sondern mit relativen. Ein Beispiel hierfür ist die Lenkung eines Autos. Ohne einen Abgleich, also den Vergleich des Sollwertes Auto fährt geradeaus mit dem Istwert Auto fährt nach links, kann der Fahrer nicht die Stellung der Lenkung in einem stehenden Fahrzeug erkennen. Gleiches gilt für viele Lichtschaltungen im täglichen Leben: Alleine aus der Stellung des Lichtschalters ist nicht zu erkennen, ob das Licht an- oder ausgeschaltet ist. Erst der visuelle Abgleich liefert den Istwert. Nach einem Umschalten des Lichtschalters (Prüfsequenz) wissen wir auch, ob der Lichtschalter wirklich in der Ausgangsstellung war oder lediglich das Licht kaputt ist.
Ein anderes Problem tritt bei optischen Anzeigeinstrumenten auf: Der Parallaxenfehler. Der Zeiger des Instrumentes gleitet mit einem kleinen Abstand über die Skala. Je nach Blickwinkel des Betrachters ist der abgelesene Skalenwert unterschiedlich, obwohl der Zeiger immer in der gleichen Stellung ist.

## Anwendungen
Immer wenn keine absoluten Informationen verfügbar sind, empfiehlt sich bei Einsatz von technischen Bedien-, Anzeige-, Steuerungs- oder Messgeräten die Durchführung eines Nullabgleichs. Hierzu wird das System in Nullstellung gebracht und die Ergebnisse überprüft. Gegebenenfalls wird justiert, bis Soll- und Istwert übereinstimmen.
Häufig ist dieses Verfahren sogar explizit vorgeschrieben, z. B. in der  Pilotenkanzel eines Flugzeuges während der Startvorbereitungen. Es müssen alle Steuerelemente in ihre Nullstellung gebracht werden und die daraus resultierenden Anzeigen müssen dieses bestätigen. So wird zum Beispiel das Altimeter (Höhenmessgerät) auf die Höhe der Startbahn eingestellt.
Eine in Deutschland vorgeschriebene Nullstellung, die uns sehr häufig begegnet, ist die Tara-Einstellung in der Wägetechnik. Wenn wir Frischwaren an der Wurst- oder Käsetheke kaufen, dann wollen wir ja nicht die Verpackung mitbezahlen. Daher muss die Waage mit aufliegendem Verpackungspapier in Nullstellung gebracht werden. Nur dann ist sichergestellt, dass auch wirklich nur die Ware gewogen wird. Ohne aufliegende Verpackung muss eine solche Waage eine negative Anzeige haben.
Auch in der EDV begegnet uns dieses Verfahren. Eine Festplatte oder ein Diskettenlaufwerk bewegt nach dem Einschalten den Schreib-/Lesekopf in eine definierte Nullstellung. Dort ist ein Kontakt oder eine Lichtschranke angebracht, wodurch die Steuerelektronik das Erreichen der Nullstellung erkennt. Erst ab diesem Moment weiß die Steuerung zu jeder Zeit, wo sich der Kopf befindet (wenn er nicht manuell bewegt wird).
In elektronischen, farbbildgebenden Verfahren ist eine besondere Nullstellung erforderlich. Das Farbempfinden hängt von vielen Faktoren ab (siehe auch Farbtemperatur). Eine absolute Farbermittlung auf technischem Wege ist sehr teuer und aufwendig. Daher kennen elektronische Kameras und Fotoapparate den Weißabgleich. Hier wird eine Vorlage in der Farbe Weiß aufgenommen und die Elektronik akzeptiert dieses als Nullstellung. Alle anderen Farbwerte sind von diesem Weißabgleich abhängig.